# Grote Prijs van ISD
De Grote Prijs van ISD was een wielerwedstrijd die in 2015 en 2016 werd verreden in Vinnytsja, Oekraïne. De koers maakte deel uit van de UCI Europe Tour, met een classificatie van 1.2. De GP van ISD was, samen met de Grote Prijs van Vinnytsja een voortzetting van de Grote Prijs van Donetsk; de wedstrijden werden dan ook in hetzelfde weekend georganiseerd.
De Grote Prijs van ISD is vernoemd naar het grote Oekraïense bedrijf ISD, die tussen 2007 en 2010 sponsor was van de Oekraïense continentale wielerploeg ISD-Neri.